# Ineke Haas-Berger
Regina Maria (Ineke) Berger (Abcoude-Baambrugge, 22 februari 1935) is een Nederlands voormalig politica namens de PvdA.
Berger was directrice van het vormingswerk voor meisjes in Terneuzen, alvorens in 1970 lid te worden van de gemeenteraad van Leek, welke ze in 1971 weer verliet, om lid te worden van de Tweede Kamer, waar ze voor haar fractie woordvoerster volksgezondheid- en justitie werd.
Namens haar fractie voerde Berger enkele keren het woord in diverse abortus- en euthanasiedebatten, en was voorzitter van enkele Kamercommissies op het gebied van volksgezondheid.
Na twintig jaar lidmaatschap verliet Berger in 1991 de Tweede Kamer, om weer terug te keren in functies op het gebied van de volksgezondheid. Ze werd voorzitter van de Nationale Commissie Chronisch Zieken (1991-1999) en directielid van het College voor zorgverzekeringen (1999-2003).
- Parlement.com: vg09llejpotq